# Saline megye (Nebraska)
Saline megye az Amerikai Egyesült Államokban, azon belül Nebraska államban található. Megyeszékhelye Wilber, legnagyobb városa Crete. Lakosainak száma 14 292 fő (2020. április 1.).

## Szomszédos megyék
- Seward megye
- Lancaster megye
- Jefferson megye
- Gage megye
- Thayer megye
- Fillmore megye
- York megye

## Népesség
A megye népességének változása:
| Lakosok száma | 14 236 | 14 399 | 14 525 | 14 416 | 14 282 | 14 292 |
|               | 2010   | 2011   | 2012   | 2013   | 2015   | 2020   |